# (5312) Schott
(5312) Schott es un asteroide perteneciente al cinturón de asteroides, descubierto el 3 de noviembre de 1981 por Freimut Börngen desde el Observatorio Karl Schwarzschild, en Tautenburg, Alemania.

## Designación y nombre
Designado provisionalmente como 1981 VP2. Fue nombrado Schott en honor a químico analítico e ingeniero de vidrio Friedrich Otto Schott. En 1882 fundó un laboratorio técnico de vidrio y en 1884, junto con E. Abbe, Jenaer Glaswerk Schott y sus camaradas. Los productos más famosos fabricados son filtros, termómetros y el famoso "Jenaer Glas".

## Características orbitales
Schott está situado a una distancia media del Sol de 3,177 ua, pudiendo alejarse hasta 4,131 ua y acercarse hasta 2,222 ua. Su excentricidad es 0,300 y la inclinación orbital 2,839 grados. Emplea 2068,71 días en completar una órbita alrededor del Sol.
Los próximos acercamientos a la órbita de Júpiter se producirán el 28 de junio de 2030, el 20 de junio de 2041 y el 20 de julio de 2052, entre otros.

## Características físicas
La magnitud absoluta de Schott es 13,6.